# Stary Widzim
Stary Widzim [ˈEstrellaɨ ˈvid͡ʑim] (en alemán: Alt Widzim) es un pueblo ubicado en el distrito administrativo de Gmina Wolsztyn, dentro del Distrito de Wolsztyn, Voivodato de Gran Polonia, en el oeste de Polonia central. Se encuentra aproximadamente a 4 kilómetros al sur de Wolsztyn y a 64 kilómetros al suroeste de la capital regional Poznan.
El pueblo tiene una población de 990 habitantes.